# Esarcato apostolico del Venezuela dei Melchiti
L'esarcato apostolico del Venezuela dei Melchiti (in latino: Exarchatus Apostolicus Caracensis Graecorum Melkitarum) è una sede della Chiesa cattolica greco-melchita in Venezuela immediatamente soggetta alla Santa Sede. Nel 2021 contava 24.000 battezzati. È retta dal vescovo Joseph Khawam, B.A.

## Territorio
L'esarcato apostolico si estende a tutti i fedeli della Chiesa cattolica greco-melchita in Venezuela.
Sede dell'esarca è la città di Caracas, dove si trova la cattedrale di San Giorgio.
Il territorio è suddiviso in 4 parrocchie.

## Storia
L'immigrazione cattolica melchita in Venezuela, soprattutto da Aleppo in Siria, risale ai primi decenni del XX secolo e si intensifica in particolare fra le due guerre mondiali.
Nel 1957 per la prima volta un prete della Società dei missionari di San Paolo, Gabriel Dick, viene incaricato della comunità melchita del Paese.
L'esarcato apostolico è stato eretto il 19 febbraio 1990 con la bolla Quo longius di papa Giovanni Paolo II.

## Cronotassi dei vescovi
Si omettono i periodi di sede vacante non superiori ai 2 anni o non storicamente accertati.
- Boutros (Pierre) Raï, B.A. † (19 febbraio 1990 - 7 giugno 1994 deceduto)
- Georges Kahhalé Zouhaïraty, B.A. (12 ottobre 1995 - 20 dicembre 2019 ritirato)
- Joseph Khawam, B.A., dal 20 dicembre 2019

## Statistiche
L'esarcato apostolico nel 2021 contava 24.000 battezzati.
| anno | popolazione | popolazione | popolazione | presbiteri | presbiteri | presbiteri | presbiteri                | diaconi | religiosi | religiosi | parrocchie |
| anno | battezzati  | totale      | %           | numero     | secolari   | regolari   | battezzati per presbitero | diaconi | uomini    | donne     | parrocchie |
| ---- | ----------- | ----------- | ----------- | ---------- | ---------- | ---------- | ------------------------- | ------- | --------- | --------- | ---------- |
| 1999 | 48.000      | ?           | ?           | 3          |            | 3          | 16.000                    | 1       | 3         |           | 2          |
| 2000 | 48.000      | ?           | ?           | 3          |            | 3          | 16.000                    |         | 3         |           | 2          |
| 2001 | 48.000      | ?           | ?           | 4          | 1          | 3          | 12.000                    |         | 3         |           | 2          |
| 2002 | 30.000      | ?           | ?           | 4          |            | 4          | 7.500                     |         | 4         |           | 2          |
| 2003 | 25.000      | ?           | ?           | 3          | 2          | 1          | 8.333                     |         | 1         |           | 3          |
| 2004 | 25.000      | ?           | ?           | 3          | 2          | 1          | 8.333                     |         | 1         |           | 3          |
| 2009 | 25.000      | ?           | ?           | 4          | 2          | 2          | 6.250                     | 2       | 3         |           | 5          |
| 2010 | 25.400      | ?           | ?           | 4          | 2          | 2          | 6.350                     | 2       | 3         |           | 5          |
| 2013 | 25.800      | ?           | ?           | 4          | 4          |            | 6.450                     |         |           |           | 4          |
| 2016 | 28.000      | ?           | ?           | 3          | 3          |            | 9.333                     | 1       |           |           | 6          |
| 2019 | 28.700      | ?           | ?           | 3          | 3          |            | 9.566                     | 1       |           |           | 3          |
| 2021 | 24.000      | ?           | ?           | 5          | 5          |            | 4.800                     | 1       |           |           | 4          |